# 電子戦支援

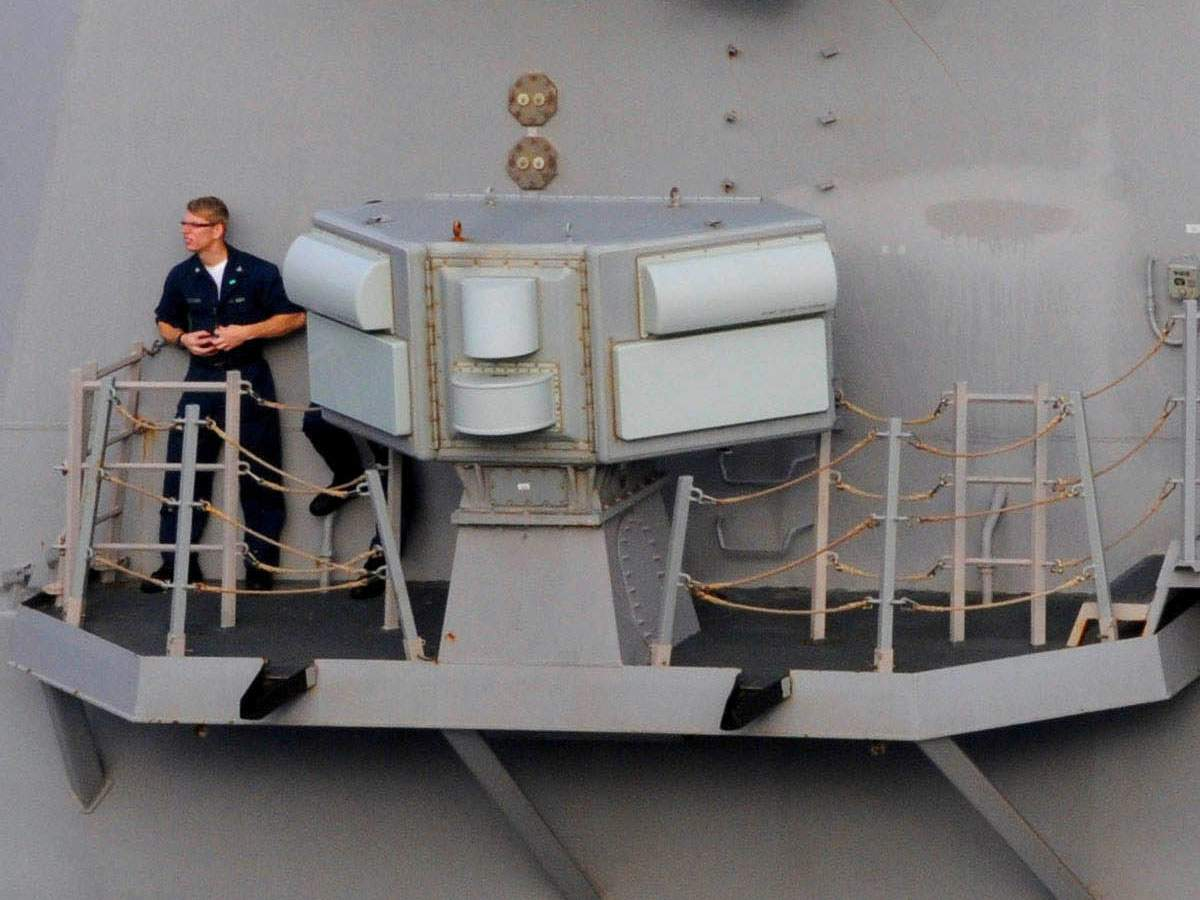
AN/SLQ-32の電波探知装置

電子戦支援（でんしせんしえん、英語: Electronic warfare Support, ES）は、敵が利用する電磁スペクトルについての情報を集める活動のこと。以前は電子支援対策（英: Electronic Support Measures, ESM）と称されていた。また、これに用いる装備を電波探知装置と称する。
ESとは、作戦指揮官の作戦術・戦術的意思決定を助けるために、周囲で行われている電磁波的活動を傍受・識別・標定し、また、分析することである。すなわち、ESは電子攻撃（EA）・電子防護（EP）、危機回避、測的など、戦術レベル活動で求められる様々な情報を生成する。また、その情報は、SIGINT、COMINT、ELINTなどの諜報活動の用にも供される。
ESは、軍事的必要に応じて電磁スペクトルを傍受することで情報を収集するものであり、下記のような活動を含む。
- 他国のシステムに関する初期探知
- 他国のシステムに関する作戦的・技術的データの集積
- 上記の集積データの戦術的応用

電波封止（EMCON）下のESMプラットフォームは、敵と適切な距離を保つことにより、敵のレーダーやESMに探知されることなく、敵レーダーに関する情報を収集することができる。これは、敵レーダーへ反射波が戻らず、目標を探知できない距離においても、敵レーダー波の傍受は可能であるためである。アメリカ軍において、航空機用の電波探知装置は、軍用電子機器の命名規則に基づいてAN/ALRの制式番号を付与されている。
電波探知装置は、下記のような特性を備えていることが望ましい
- 広周波数帯域で動作できる - 他国のシステムが使用する周波数は、通常、当初は不明である。
- 広いダイナミックレンジを備える - 通常、信号強度も、やはり当初は不明である。
- 狭いバンドパス（通過幅）を備える - 目標とする電波放射を他から区別するため
- 良好な到着角を備える

対象となる周波数は、30 MHzから50 GHzにまで及ぶ。これらすべてをカバーするためには、通常、複数の受信機が必要になるが、戦術レベルで用いられる電波探知装置は、目的に応じて対象とする周波数帯を抽出することで、より小規模なシステムとされている。
電子戦支援の好例が、第二次世界大戦中の大西洋の戦いにおける、連合国海軍による短波方向探知機（HF/DF、いわゆるハフ-ダフ）の活用である。ドイツ海軍のUボートが群狼作戦を実施するにあたり、司令部や僚艦との連絡のため短波無線通信を頻用していることを利用して、その無線信号の発信方位を測定することによりUボートの攻撃方位（三角測量可能であれば座標も）を推定し、攻撃を回避したり対潜掃討群を指向できるようになり、護送船団・護衛指揮官にとって重要な武器となった。